# 雷基
51°38′N 21°56′E / 51.633°N 21.933°E
雷基是波蘭的城鎮，位於該國東部，由盧布林省負責管轄，面積27.22平方公里，2006年人口9,716。在第三次瓜分波蘭中，該鎮被納入奧地利管治範圍。